# Яснозорье (Хмельницкая область)
Яснозорье (укр. Яснозір'я) — село в Виньковецком районе Хмельницкой области Украины.
Население по переписи 2001 года составляло 608 человек. Почтовый индекс — 32520. Телефонный код — 3846. Занимает площадь 3,473 км². Код КОАТУУ — 6820687501.

## Местный совет
32520, Хмельницкая обл., Виньковецкий р-н, с. Яснозорье